# Бикаријица
Бикаријица је мало ненасељено острво у хрватском делу Јадранског мора.
Налази се између острва Жут и Пашман. Површина острва износи 0,025 км². Дужина обалске линије је 0,58 км.. Највиши врх на острву висок је 16 метара.